# Distrito electoral de Swan (condado de Deuel, Nebraska)
Swan (en inglés: Swan Precinct) es un distrito electoral ubicado en el condado de Deuel en el estado estadounidense de Nebraska. En el Censo de 2010 tenía una población de 689 habitantes y una densidad poblacional de 1,21 personas por km².

## Geografía
Swan se encuentra ubicado en las coordenadas 41°5′51″N 102°23′23″O / 41.09750, -102.38972. Según la Oficina del Censo de los Estados Unidos, Swan tiene una superficie total de 568.05 km², de la cual 567.84 km² corresponden a tierra firme y (0.04%) 0.21 km² es agua.

## Demografía
Según el censo de 2010, había 689 personas residiendo en Swan. La densidad de población era de 1,21 hab./km². De los 689 habitantes, Swan estaba compuesto por el 97.1% blancos, el 0% eran afroamericanos, el 0.73% eran amerindios, el 0.58% eran asiáticos, el 0% eran isleños del Pacífico, el 0.58% eran de otras razas y el 1.02% pertenecían a dos o más razas. Del total de la población el 3.05% eran hispanos o latinos de cualquier raza.